# The S.I.G.I.T.

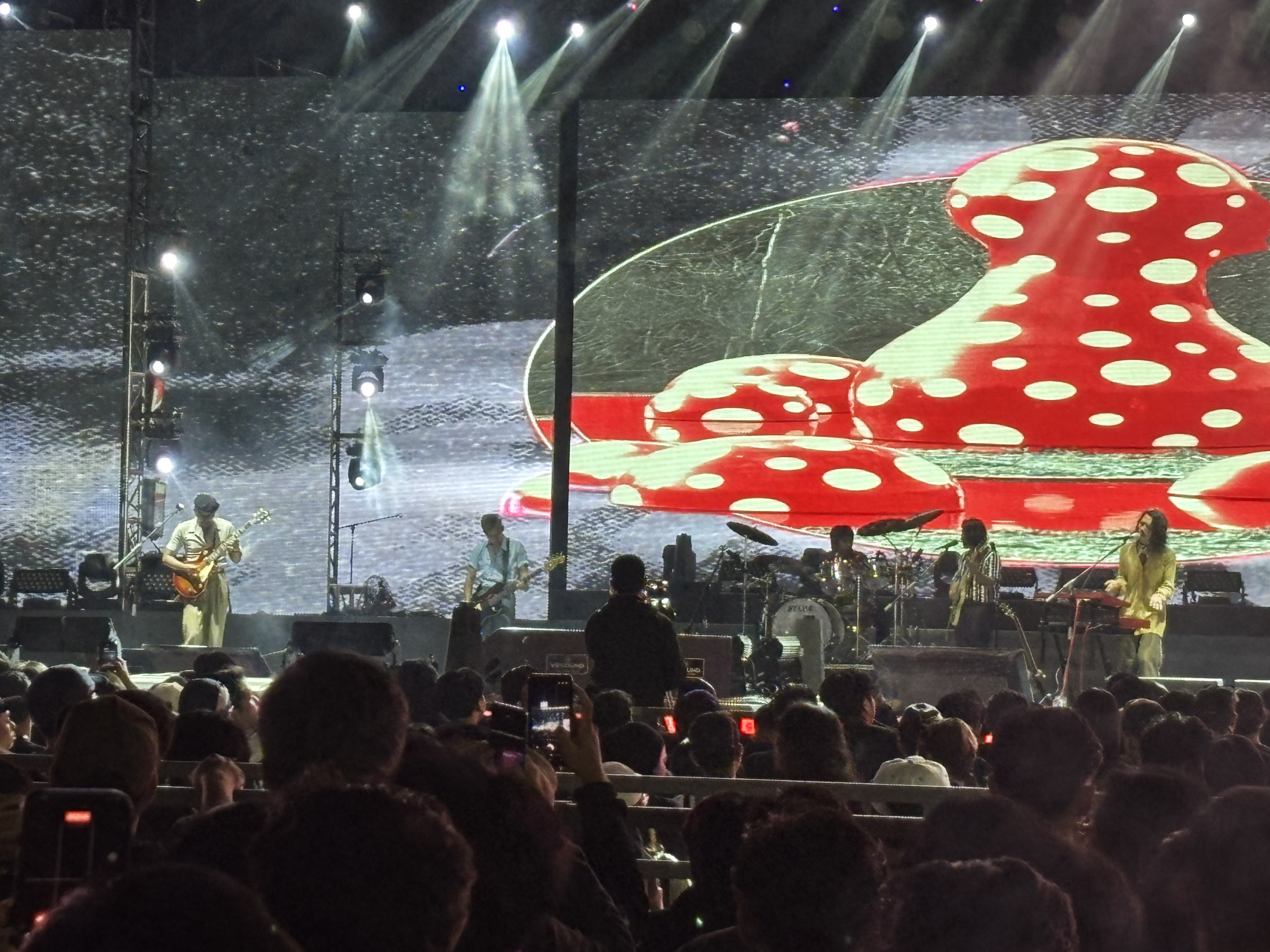
The S.I.G.I.T. en la Feria de Yakarta, julio de 2025

The S.I.G.I.T. es una banda musical de Indonesia formada en 2002, su estilo musical es de género Garage Rock. Sus influencias musicales han sido comparadas a la de otros artistas como Jet, Wolfmother y The Datsuns. En 2007 han realizado una gira internacional muy importante entre ellos Australia, donde realizaron un concierto que fue denominado como Australian Tour.

## Miembros
- Rektivianto Yoewono (Vocalista, guitarra)
- Farri Icksan Wibisana(Guitarra)
- Aditya Bagja Mulyana (Bajo, voz)
- Donar Armando Ekana / Acil (Batería)

### Álbumes
- Visible Idea of Perfection (2006 on FFCUTS Records/2007 on Caveman! Records/ Reverberation).

### EP
- Self Titled (2004 on Spills Records)[1]
- Self Titled (2007 on Caveman! Records/ Reverberation).[2]
- Hertz Dyslexia Part.1 (June 2009 on FFCUTS Records, includes DVD)[3][4]
- Hertz Dyslexia Part.2 (Due to be released later in 2009 on FFCUTS Records)

### Compilaciones/Soundtracks
- Catatan Akhir Sekolah movie soundtrack (2005)
- Radit dan Jani movie soundtrack (2008)